# Friesodielsia obovata
Friesodielsia obovata är en kirimojaväxtart som först beskrevs av George Bentham, och fick sitt nu gällande namn av Bernard Verdcourt. Friesodielsia obovata ingår i släktet Friesodielsia och familjen kirimojaväxter. Inga underarter finns listade i Catalogue of Life.